# Andrzej Suski
Andrzej Wojciech Suski (n. Płock, Polonia, 24 de diciembre de 1941) es un clérigo católico polaco, doctor en ciencias teológicas, obispo auxiliar de Płock entre 1986 y 1992, obispo diocesano de Toruń entre 1992 y 2017, y obispo emérito de Toruń desde 2017.

## Biografía

### Primeros años y formación académica
Nació el 24 de diciembre de 1941 en Płock, Polonia. Estudió y se graduó de la educación secundaria en el Liceo de educación general Mariscal Stanisław Małachowski de dicha ciudad. Entre 1959 y 1965, estudió en el Seminario Mayor de Płock y fue ordenado presbítero el 13 de junio de 1965 en la iglesia de San Bartolomé por el obispo auxiliar local, Piotr Dudziec.
Dirigido a estudios especializados en Roma, entre 1965 y 1967 estudió teología en la Pontificia Universidad Gregoriana y luego, entre 1967 y 1970, lo hizo en el Pontificio Instituto Bíblico. Se graduó de ambas universidades con títulos de licenciatura. En 1973 obtuvo el doctorado en teología por la Pontificia Universidad Gregoriana y, en 1974, presentó su tesis doctoral en el Pontificio Instituto Bíblico.

### Presbiterado
Desde 1973 fue profesor en el Seminario Teológico Superior de Płock y en el Estudio Teológico y Pastoral del Concilio de la Diócesis de Płock, además de enseñar materias bíblicas en la Facultad de Teología de la Academia de Teología Católica en Varsovia. En 1975 se convirtió en profesor en el Seminario Mayor de Płock; en 1984, en su vicerrector y, en 1986, en rector. Desde 1975 fue subdirector del Estudio Teológico y Pastoral del Consejo de la Diócesis de Płock. Desde 1976 fue profesor asistente en el Departamento de Estudios Bíblicos de la Facultad de Teología de la Academia de Teología Católica de Varsovia. En 1974 fue nombrado censor de libros eclesiásticos. En 1985 recibió la prelatura honorífica del Santo Padre.

### Obispado
El 12 de agosto de 1986, el papa Juan Pablo II lo nombró obispo auxiliar de la diócesis de Płock y obispo titular de Pulcheriópolis. Fue ordenado el 4 de octubre de 1986 en la catedral de Płock. La ceremonia fue presidida por el cardenal Józef Glemp, primado de Polonia, asistido por Zygmunt Kamiński, obispo auxiliar de Płock, y Juliusz Paetz, obispo diocesano de Łomża. Adoptó como lema episcopal las palabras del himno a la cruz de Cristo: Spes mea unica («mi única esperanza»).
En la diócesis de Płock se ocupó de los asuntos del Seminario Mayor, el Seminario Menor, el Estudio del Consejo, el Instituto de Cultura Religiosa Superior, la Editorial Diocesana, la Biblioteca Diocesana, los Archivos Diocesanos y los sacerdotes estudiantes. En 1989 se convirtió en visitador apostólico de seminarios diocesanos y religiosos designados en Polonia, y en 1990 en director nacional de las Obras Misionales Pontificias en Polonia. En 1991 fue nombrado canónigo general del Capítulo de la Catedral de Płock.
Bajo la bula Totus Tuus Poloniae populus, el 19 de marzo de 1992, Juan Pablo II transfirió la oficina del obispo a la recién creada diócesis de Toruń. Se hizo cargo canónicamente de la diócesis el 25 de marzo de 1992 y el 31 de mayo ingresó a la catedral de Toruń.
En 1993 fundó el Seminario Teológico Superior de Toruń. También contribuyó al establecimiento de la Facultad de Teología en la Universidad Nicolás Copérnico de Toruń, donde asumió el cargo de gran canciller. Fue coorganizador del ciclo de conferencias Colloquia Torunensia, dedicadas a problemas teológicos y sociales contemporáneos. En su primer decreto como obispo, creó la rama de Toruń de Caritas. Además apoyó la construcción del hospicio Światło, el Centro de Diálogo Social, los dormitorios escolares y la cuna pública.
Como parte de la Conferencia Episcopal Polaca, fue nombrado vicepresidente de la Comisión para el Diálogo con el Judaísmo. En 1996 y nuevamente en 2001, fue elegido presidente de la Comisión del Clero. En 1999, como representante del episcopado polaco, participó en el Sínodo de los obispos en Roma. En 2002, se incorporó al Equipo de Obispos para la Pastoral de Radio María y, entre 2012 y 2018, fue su presidente. Entre 2007 y 2012 fue miembro del Consejo Permanente.
El 11 de noviembre de 2017, el papa Francisco aceptó su renuncia al cargo de obispo de Toruń. Al mismo tiempo, y hasta que el heredero asuma canónicamente el cargo, le encargó el desempeño de la función de administrador diocesano.

### Consagraciones
En el año 2000 consagró al obispo auxiliar de Toruń, Józef Szamocki. También fue co-consagrador durante las ordenaciones del obispo auxiliar de Pelplin Wiesław Śmigiel en 2012, el arzobispo de Manfredonia-Vieste-San Giovanni Rotondo Franco Moscone en 2019 y el nuncio apostólico en Guinea y Mala Tymon Chmielecki, ese mismo año.

## Condecoraciones y distinciones
Se le concedieron las ciudadanías honorarias de Lubawa en 1998, Toruń en 2009, Jabłonowo Pomorskie en 2012, Nowe Miasto Lubawskie en 2013 y Chełmża en 2017. También fue galardonado con los títulos de ciudadano honorario del Voivodato de Cuyavia y Pomerania en 2016 y de personalidad ilustre del distrito de Działdowo en 2017.
En 2011 recibió el premio Convallaria Copernicana de la Universidad Nicolás Copérnico de Toruń. Fue galardonado con la medalla Missio Reconciliationis. En 2008 fue incorporado a la cofradía de la Orden Paulina. En marzo de 2012 recibió el título honorífico de oblato de la Congregación del Santísimo Redentor.